# Alexandr Panajotov Alexandrov
Alexandr Panajotov Alexandrov (* 1. prosince 1951 v Omurtag, Bulharsko) je bývalý bulharský kosmonaut, který se v roce 1988 na palubě Sojuzu dostal na orbitální stanici Mir v rámci mezinárodního programu Interkosmos.

## Životopis
Po základní a střední škole absolvoval vysokou školu ve Varně, získal zde titul inženýra elektrotechniky. Potom pokračoval ve studiu, byla to Vysoká vojenská škola Georgi Benkovski v Plevenu. Stal se z něj v roce 1974 vojenský letec, zkušební pilot.
V týmu kosmonautů připravujících se na lety do kosmu v SSSR byl od roku 1978, tedy 10 let před okamžikem, kdy z Bajkonuru odstartoval. Byl náhradníkem prvního kosmonauta z Bulharska Georgi Ivanova, který absolvoval let na Sojuzu 33. Jako náhradník se po letu krajana vrátil domů a pracoval dál v armádě jako vojenský pilot
Po necelých 9 letech dostal možnost znovu.

## Let do vesmíru

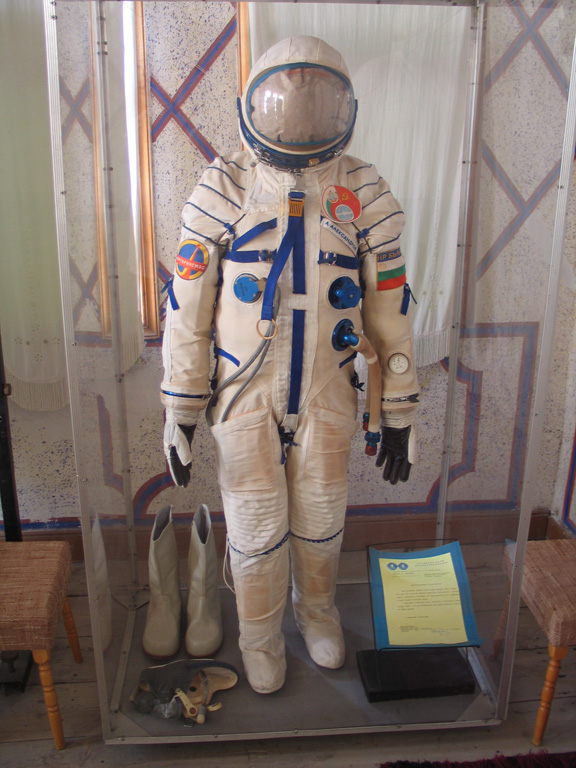
Skafandr typu Sokol Alexandrova

Byl druhou návštěvou na sovětské orbitální stanici Mir. Z kosmodromu Bajkonur odstartoval v sovětské lodi Sojuz TM-5 dne 7. června 1988 a byl tak zapsán jako 206. člověk ve vesmíru. V tříčlenné posádce s ním byli Anatolij Solovjov a Viktor Savinych.
Připojili svou loď k Miru a doplnili zde její stálou posádku ve složení Vladimir Titov a Musa Manarov. Pracovali zde na sérii připravených sovětsko-bulharských experimentů. Poté do lodě Sojuz TM-4 přenesli svá kosmonautická křesla z lodi Sojuz TM-5, se kterou přiletěli a která zde po jejich odletu zůstala. Přistáli po bezmála 10 dnech od startu v Sojuzu TM-4
- Sojuz TM-5, Mir, Sojuz TM-4, start 7. června 1988, přistání 17. června 1988.

## Po letu do kosmu
Po letu se vrátil do Bulharska. V roce 2002 byl z armády propuštěn do civilu.